# یرما
یرما (به اسپانیایی: Yerma) نمایشنامه‌ای در سه پرده اثر فدریکو گارسیا لورکا شاعر و نمایشنامه‌نویس اسپانیایی‌ست که در سال ۱۹۳۴ نوشته شده و برای نخستین بار در همان سال اجرا شد. لورکا یرما را در قالب یک شعر تراژیک بیان می‌کند.
یرما داستان زنی بی‌فرزند است که در حاشیهٔ یکی از شهرهای اسپانیا زندگی می‌کند. انگیزه و آرزوی مادر شدن تمام ذهنش را گرفته و در نهایت دست به کاری فاجعه آمیز می‌زند. در آن جامعه انتظار داشتن فرزند باعث می‌شود که یرما با این مسئله کنار نیاید. گرچه منتقدان گفتند یرما در پایان شوهرش را به خاطر مقتصد بودن و اینکه علاقه‌ای به داشتن فرزند نداشت می‌کشد، در طول نمایشنامه علت کار به صراحت بیان نمی‌شود.
به هر حال در طول نمایشنامه نشانی از تمایل شوهر به تغییر موضعش از داشتن فرزند دیده نمی‌شود.